# Ekshärads BK
Ekshärads BK är en idrottsförening (fotboll) från Ekshärad i Hagfors kommun i Värmland, bildad 1968.
Föreningen bildades 1968 genom sammanslagning av Bergsängs BK från Bergsäng och IF Höökarna från Ekshärad. Bergsängs BK återstartades 1983. Klubben övertog vid starten Bergsängs plats i division IV (som var fjärde högsta division till 1986). Klubbens två säsonger i fyran 1969-1970 är det högsta man nått i seriesystemet. EBK har även spelat i division IV 2004 (då femte högsta division) och 2008-2009 (sjättedivision). Säsongen 2023 återfinns laget i division VI (åttondedivisionen).